# Zoran Radojičić
Zoran Radojičić, cyr. Зоран Радојичић (ur. 24 października 1963 w Lazarevacu) – serbski lekarz, nauczyciel akademicki i samorządowiec, od 2018 do 2022 burmistrz Belgradu.

## Życiorys
Absolwent wydziału medycznego Uniwersytetu w Belgradzie (1989). Na tej samej uczelni uzyskiwał magisterium (1998) i doktorat (2006). Podjął pracę w zawodzie lekarza, specjalizując się w urologii i chirurgii dziecięcej. Od 1991 zatrudniony w uniwersyteckiej klinice dziecięcej „Tiršova” w Belgradzie, w 2013 objął stanowisko dyrektora generalnego tej instytucji. Został też profesorem w katedrze chirurgii macierzystego uniwersytetu.
W 2018 przyjął propozycję Serbskiej Partii Postępowej kandydowania do zgromadzenia miejskiego Belgradu z pierwszego miejsca na liście wyborczej organizowanej przez to ugrupowanie koalicji. W czerwcu tegoż roku został wybrany na burmistrza Belgradu.
W 2022 otrzymał mandatowe miejsce na liście koalicji skupionej wokół SNS, uzyskując wówczas wybór do Zgromadzenia Narodowego Republiki Serbii. W czerwcu tegoż roku na funkcji burmistrza zastąpił go Aleksandar Šapić.